# Proeisphorá
En la Antigua Grecia, la proeisphorá (en griego antiguo προεισφορά, literalmente «anticipo de impuesto») era una liturgia (servicio público impuesto a un particular rico) mediante la que un grupo de hombres adinerados anticipaban a la polis el montante de la eisphorá (impuesto excepcional sobre el capital) y que se reembolsaba después al conjunto de los contribuyentes. El objetivo era esencialmente paliar la lentitud del cobro.
En Atenas, sobre la cual se concentran las fuentes, la proeisphorá se apoyaba en un colegio de trescientas personas, constituido por los tres representantes más ricos de las sinmorías (grupos fiscales). En caso de necesidad, los tres proeispherontes anticipaban el monto debido por el conjunto de su sinmoría que después les reembolsaban sus miembros, incluso si esto no era siempre posible; en cuyo caso, el proeisphoronte tomaba a su cargo toda o parte de la liturgia. La proeisphorá constituía, sin embargo, una liturgia de coste relativamente reducido: para una eisphorá de 60 talentos, cada proeisphoronte debía adelantar 1200 dracmas, es decir, de tres a cinco veces menos dinero que para una coregía o una trierarquía.